# La visione
La visione (The Sight) è un romanzo fantasy per ragazzi del 2002 scritto da David Clement-Davies su un branco di lupi. I membri del branco sono Huttser, Palla, Khaz, Kipcha, Brassa, Bran, Larka e Fell, sebbene Kar e il fratello di Palla, Skop, si uniscano in seguito.

## Trama
All'inizio del romanzo, un Dragga (termine che i lupi usano per indicare il maschio dominante del branco) chiamato Huttser, e la sua compagna, una Drappa (termine per la femmina dominante) di nome Palla, cercano una grotta nel fianco della montagna nella quale Palla è cresciuta, e dove può allevare i cuccioli che porta in grembo all'oscuro della sorellastra malvagia Morgra. Oscure voci accompagnano il nome di Morgra, ed alcune dicono che possegga un temuto potere, chiamato la Visione. La sorellastra di Palla ha propositi malvagi per il branco di lupi, che ruotano attorno ad una leggenda che porterà ad unire i lupi contro il loro più temuto nemico: l'Uomo. La famiglia affronta momenti difficili e sopravvive alla morte, al dolore e alla sofferenza per ergersi contro Morgra e il suo odio.

## I poteri della Visione
La Visione è una capacità difficile da controllare che pochissimi lupi hanno. Si sa veramente poco sulla Visione e la maggior parte dei lupi la considerano un mito. I lupi che hanno il dono della Visione possiedono questi poteri:
- La capacità di vedere con gli occhi dei Lera (gli animali selvatici) e percepire il loro dolore quando li caccia.
- La capacità di controllare la volontà dei lera fissandoli negli occhi.
- La capacità di parlare con gli uccelli e di vedere attraverso gli occhi di un uccello. (questo potere è collegato con il primo)
- La capacità di avere visioni del passato, del presente e del futuro guardando nell'acqua.
- La capacità di guarire la mente e il corpo.

## Edizioni
- David Clement-Davies, The Sight, Londra, Macmillan Children's Books, 2002.
- David Clement-Davies, La visione, traduzione di M. C. Scotto di Santillo, Fabbri, 2002, ISBN 978-88-451-8053-8.